# Marco Donat
Marco Donat (* 6. Dezember 1980) ist ein deutscher Volleyballspieler und -trainer.

## Karriere
Donat begann seine Volleyball-Karriere 1986 beim VC Bottrop 90. 2006 wechselte er vom Zweitligisten zum französischen Verein Conflans Volley. Später kehrte er zurück nach Bottrop, wo er Co-Trainer der RWE Volleys wurde, die 2009 den Aufstieg in die Bundesliga schafften. Als der Verein während der Saison 2011/12 wegen finanzieller Probleme einige Spieler verlor, wurde der Sohn des Managers Wolfgang Donat zusätzlich als Außenangreifer in die Mannschaft aufgenommen.